# 尾高山 (長野県)
尾高山（おだかやま）は長野県飯田市（旧上村）と下伊那郡大鹿村の境界にある標高2,212 mの山。

## 概要
南アルプスの前衛の山脈に位置し、北又沢を挟んで南アルプス主脈と対峙する。林道の通じるしらびそ峠の北北東2.3 kmに位置する。一昔前までは杣人のみの領域であったが、三遠南信自動車道の矢筈トンネルが開通したため、訪れることが以前に比べると容易になった。しらびそ峠の近くに飯田市営宿舎のしらびそ高原 天の川がある。しらびそ峠からの遊歩道が整備されている。2006年に飯田市が尾高山から奥茶臼山までの稜線に登山道を整備した。山頂には、点名「尾高沢」の三等三角点がある。

## ギャラリー

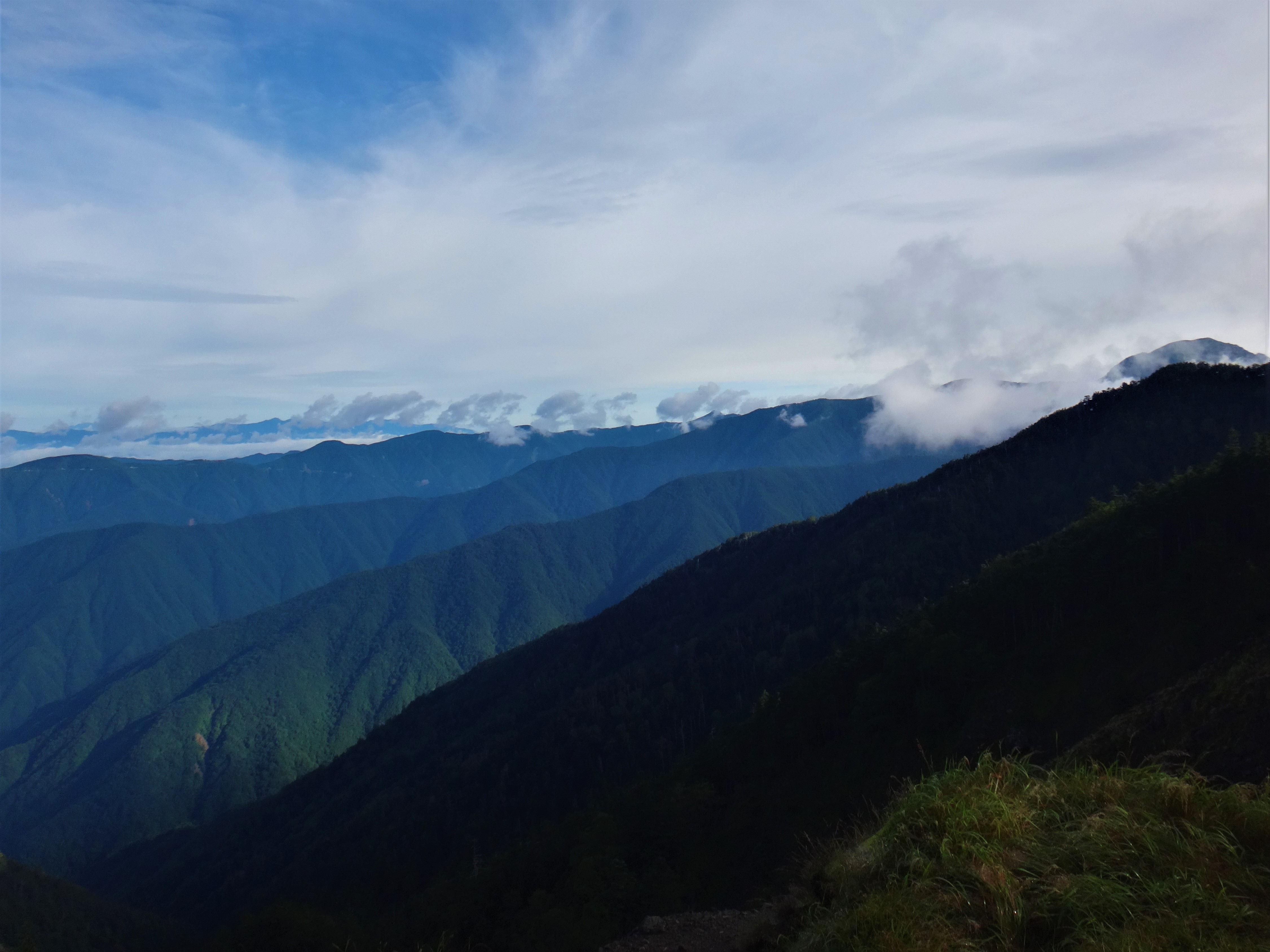
易老岳付近の崩落地からしらびそ高原～奥茶臼山を望む
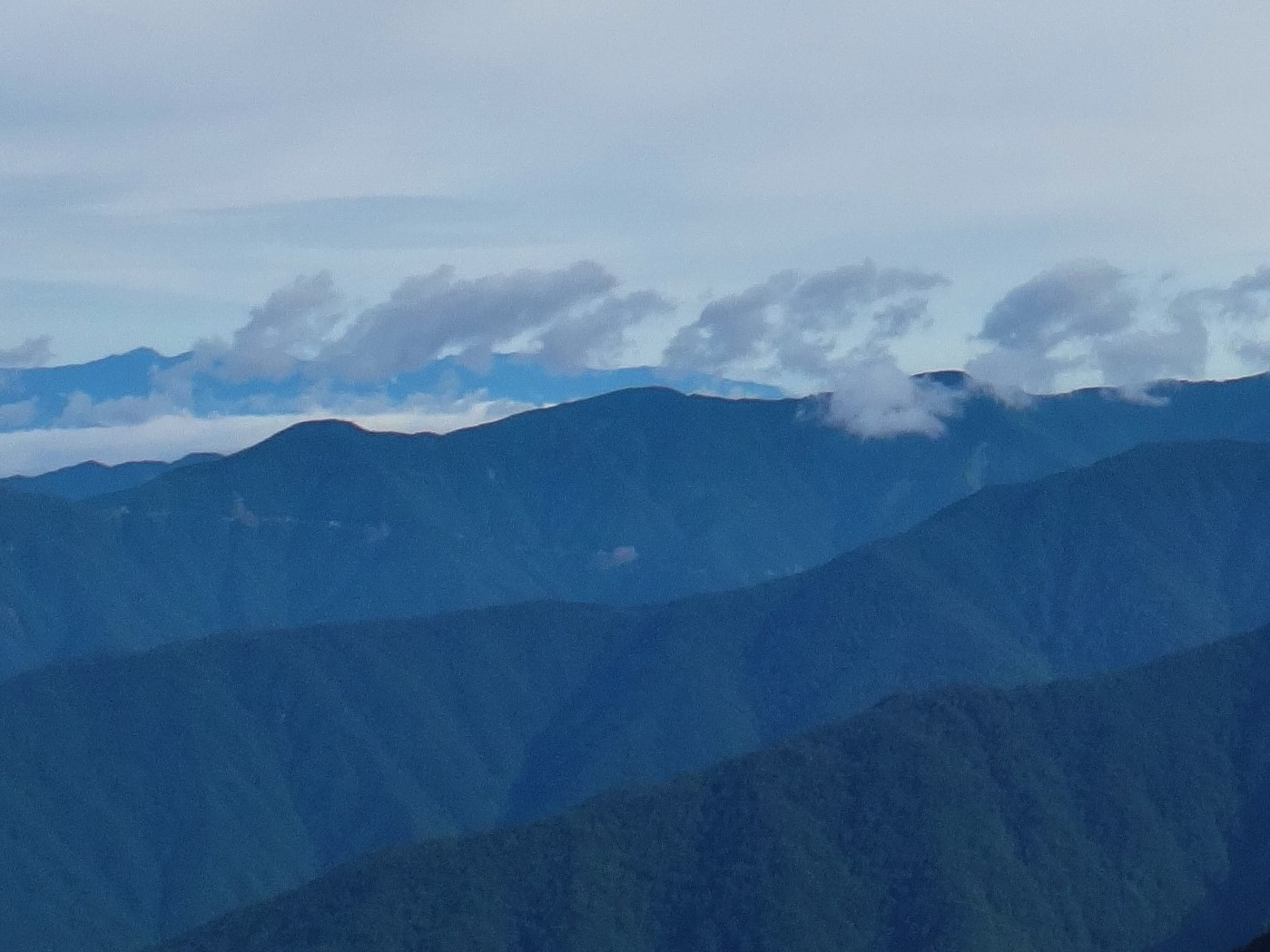
易老岳付近の崩落地から尾高山を望む
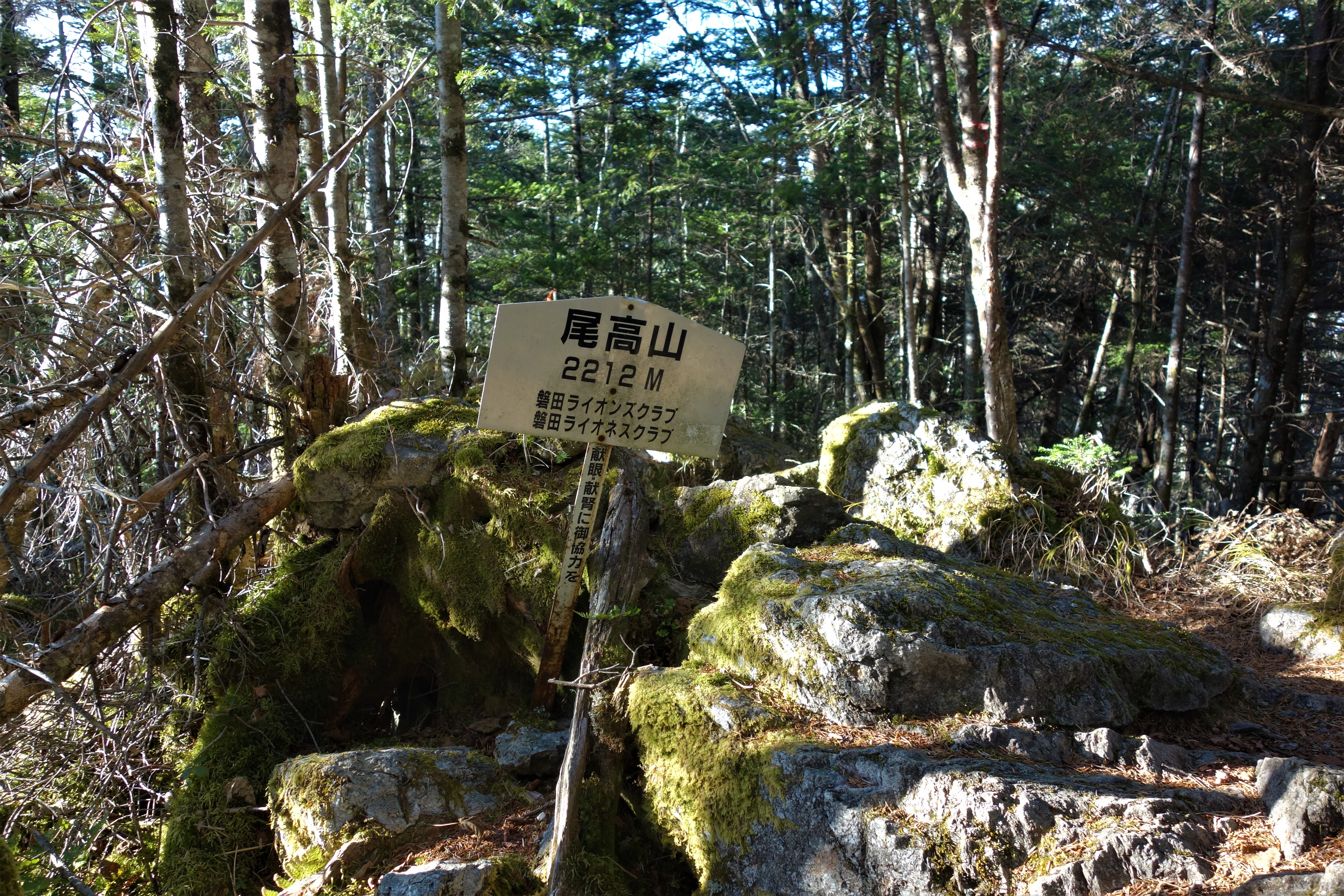
尾高山山頂

## 周辺の山
- 奥茶臼山
- 御池山